# Kronoskogen, Ängelholm
Kronoskogen är ett skogsområde mellan Ängelholm och Skälderviken som är en blandskog som består av tall, björk och andra sorters träd. Kronoskogen är en barriär mot sanden och mot havsvindarna men också ett populärt strövområde. Den östra delen har Ängelholms kommun 2017 köpt av Sveaskog. Den västra delen av strövområdet, Ängelholms strandskog, är avsatt som naturreservat. I strövområdet finns flera markerade vandringsstigar, den kortaste på 2,8 kilometer, den längsta på 10 kilometer. Vandringsleden Skåneleden ansluter. För cyklister passerar Lergöksrundan genom skogen.
Det kan fiskas abborre, gädda, mört och öring i Rönne å. Fiskeplatser finns med bord, grill och regnskydd. Fiskekort krävs. Det går även att paddla i Rönne å.
Det finns iordningställda rastplatser med bord och bänkar i området. I Thorslundsskogen ligger Ängelholms hembygdspark och mellan Kronoskogen och staden ligger Järnvägens museum Ängelholm. 

## Flora och fauna
Kronoskogen närmast havet är en karg och relativt artfattig miljö, längre från havet ökar artrikedomen. Bland annat kan man finna knärot och dvärghäxört.

## Historia
Kronoskogar kallades de skogar som tillhörde kronan (staten). Under medeltiden avverkades det mesta av skogen som fanns i området vilket gav upphov till sandflykt. År 1516 blev det förbjudet att avverka skog, men flygsanden omöjliggjorde ny skog att etablera sig. År 1749 beskrev Linné situationen så här:
Sandfält av flygsand har lagt sig på alla sidor om staden och lastat sig bredvid kyrkan samt inuti själva staden och jämmerligen översvimmat all marken...
Sanden blev för mycket i början av 1700-talet. Rönne ås mynning täpptes nästan helt igen av sand, och åkerjorden förstördes av sandflykten. Kronoskogen planterades från 1739 och drygt 100 år framåt, genom anläggande av långa åsar parallellt med havet, vilka kunde besås med gräs och sedan planteras med träd. De tre längsta sandåsarna har på en 1850-talskarta namnen (från öster till väster) Landshövdingeryggen, Näbbryggen och Luntertunryggen. Skyddsplanteringarna bidrog säkert till att Ängelholm återvann stadsrättigheterna 1767.
Diskussioner har länge förts om att skydda Kronoskogens naturvärden. På 1990-talet köpte Stiftelsen för fritidsområden i Skåne den del av skogen söder om Råbocka campingplats som är närmast havet, och sommaren 2010 blev denna del naturreservat. Som en förberedelse för reservatsbildningen har länsstyrelsen låtit ta bort vegetationen närmast klitterna, framför allt inplanterad bergtall och vresros, för att därigenom försöka ge plats för undanträngda arter som olika steklar och fältpiplärka.